# 가든파이브
가든파이브(Garden 5) 또는 동남권유통단지는 SH공사가 서울특별시 송파구 문정동에 조성한 복합 쇼핑 문화 공간으로 연면적이 코엑스몰의 6 ~ 7배에 이르는 대규모 유통단지이다. 전국 최대규모로 건립된 전문상가로써 국제적인 쇼핑이 가능한 퓨전유통단지를 목표로 전방위적 마케팅이 적극 추진되고 있다.
청계천 복원 작업을 위해 청계천 상인들의 이주 상가로 지어졌다. 아시아 최대 유통·물류단지를 표방하며 1조3000억원이 투입됐다. 2008년 입주를 시작했지만 높은 분양가와 저조한 분양률로 2010년에 들어서야 공식 개장했다. 초기에는 공실률이 매우 높아 '유령 상가'라는 오명을 받았으나, 위례신도시 입주, 서울동부지법 및 서울동부지검을 중심으로 한 법조타운 형성, 현대백화점 입점 등으로 인해 과거에 비해서 상권이 활기를 띠고 있다고 한다.

## 건물 소개 및 시설 안내
전문상가, 물류단지, 활성화단지로 구성된다. 전문상가 가 블록의 명칭은 가든파이브 라이프 (Garden 5 Life)로 유통전문상가이고 나 블록은 가든파이브 웍스 (Garden 5 Works)로 아파트형 공장을, 다 블록은 가든파이브 툴 (Garden 5 Tool)로 산업용재상가이다.

### 가든파이브 라이프 (가 블록)

가든파이브 라이프

테크노관, 패션관, 영관, 리빙관의 4개 관으로 구분된다. 유통전문상가(생활용품 판매동)으로 의류, 신발 등 16개 업종, 5369개 점포가 입주하였으며, 42만 6635m2 면적에 지하 5층, 지상 11층으로 구성되어 있다. 문화특구 (fun city) 운영방안을 수립하여 300석 규모의 복합공연장, 사계절 상시이벤트가 가능한 중앙광장, 축구장 4개 크기의 동양 최대 옥상정원, 영화관 등 다양한 엔터테인먼트가 즐비한 쇼핑문화 공간으로 구성되어 있다. 대형 스카이 파라솔, 서울광장 크기의 중앙광장이 조성되며, 2010년 6월 10일에 개장하였다. 개장에 앞서 NC백화점이 같은 해 6월 3일에 개점하였으며, 2017년 5월 26일에는 현대시티몰 가든파이브점이 오픈하였다.

### 가든파이브 웍스 (나 블록)
산업용재 제조동(아파트형 공장)으로 조립금속 등 3개 제조 업종 734개 점포가 위치하며, 119537m2면적에 지하 5층, 지상 10층으로 구성되어 있다. 오피스, 식음시설, 직접 제품을 제작해 전시판매가 가능하도록 1층에 넓은 전시실을 마련하여 찾아오는 고객들이 직접 제품을 확인하고 구매할 수 있도록 하였다.

### 가든파이브 툴 (다 블록)
산업용재 상가(판매동)로 공구, 철물 등 7개 업종 2268점포가 위치하며, 274056m2면적에 지하 5층, 지상 10층으로 구성되어 있다. 상가 건물 최초로 국내 최대의 태양광 발전시스템을 구축하였으며, 웰빙 집객시설로써 스파, 문화센터 등 다양한 볼거리를 제공하고 있다.

이외에도 우체국, 중소기업지원센터, 전시실, 업무시설, 상시공연장, 이마트, 일렉트로마트, 스프링프라자 등이 위치하고 있다.

## 문화
가든파이브는 각종 영화와 드라마등의 촬영장소로 사용되고 있다. 드라마 《아이리스》, 《아테나: 전쟁의 여신》과 영화 《백야행》, 특촬물 《시공전기 레이포스》 등의 촬영장소로 사용되기도 했다.

## 문제점

### 형성과정의 문제점

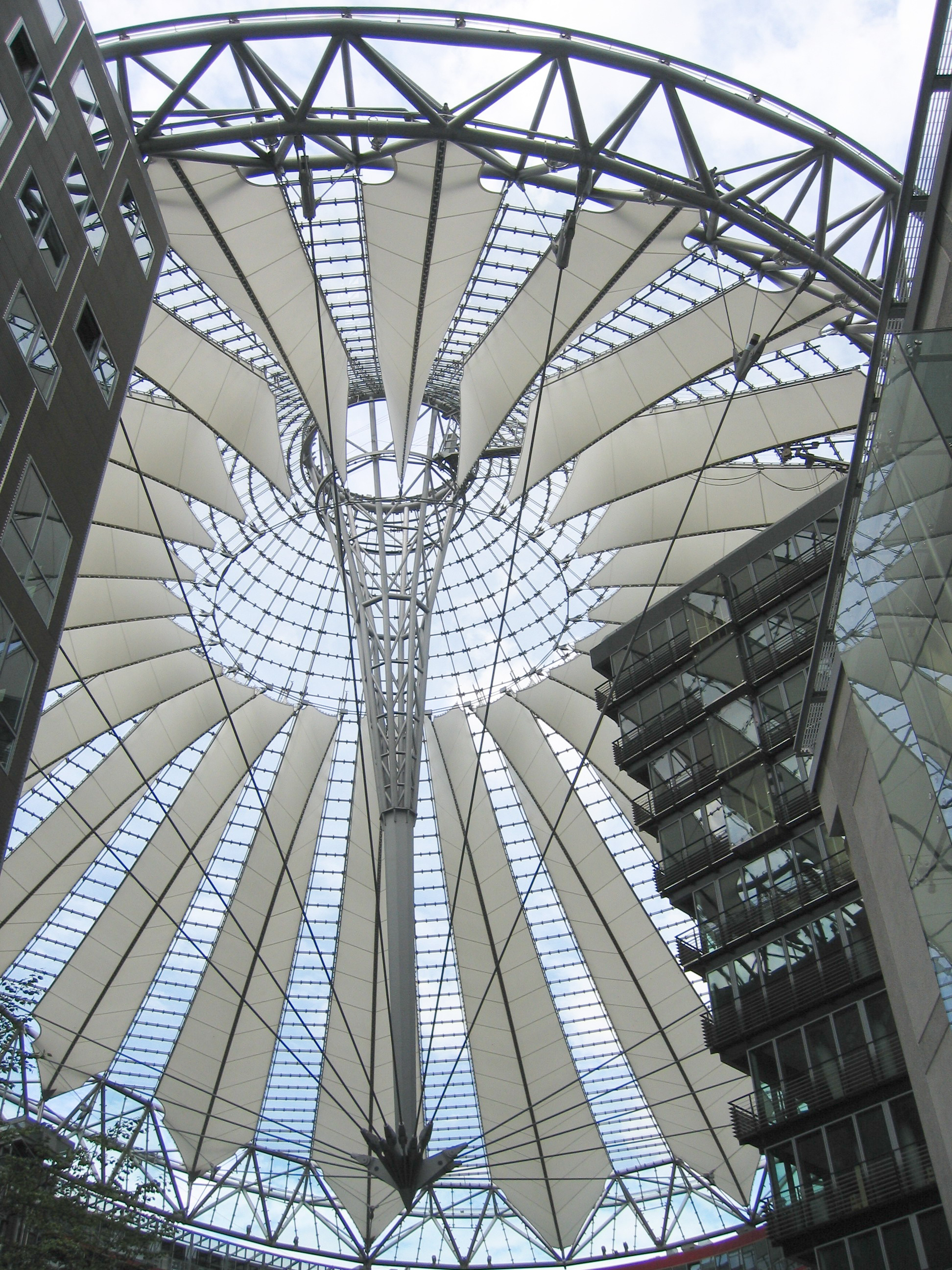
베를린 소니 센터

가든파이브는 현재 대한민국 문화특구를 표방하고 있으나, 시작은 이명박 당시 서울시장의 청계천 복구계획에 따른 청계천 상가민들의 대체상가로 고안되었다. 하지만 현실적인 대체상가와는 동떨어진 계획에 따라, 청계천 상가민들의 낮은 계약률로 인하여 빈축을 사고 있으며, 청계천 상가민들의 생계문제라는 복잡한 문제에 얽혀 분쟁의 소지가 되고 있다.
2009년 8월 31일자 파이낸셜뉴스 소식에 따르면, 가든파이브는 계약저조에 따른 입점상인들의 반발로 인해 개장일을 2010년 2월로 연기했다고 보도하였다. 이후 개장이 한 번 더 연기되었고, 2010년 6월 10일에 완전 개장하였다.

### 디자인 유사 논란
가든파이브는 또한 광장, 특히 스카이파라솔의 경우 베를린 소니 센터의 것과 유사하다는 논란이 있다.

### 높은 공실률 및 건물들 간 양극화
시간이 지남에 따라 공실률이 다소 낮아졌지만, 초기에는 높았다. 2010년 3월 기준으로 가든파이브 상가분양률은 55%, 입점률은 26% 선에 그친 것으로 알려졌다. 또한 현대백화점은 가든파이브 라이프동(영관⋅패션관⋅리빙관⋅테크노관), 웍스동, 툴동 가운데 리빙관과 테크노관 두 개 건물에 들어섰는데, 현대백화점이 들어선 곳과 들어서지 않은 곳 사이의 양극화가 있다고 한다.

## 교통
- ● 수도권 전철 8호선 장지역
- 수서고속철도 수서역